# Sansui

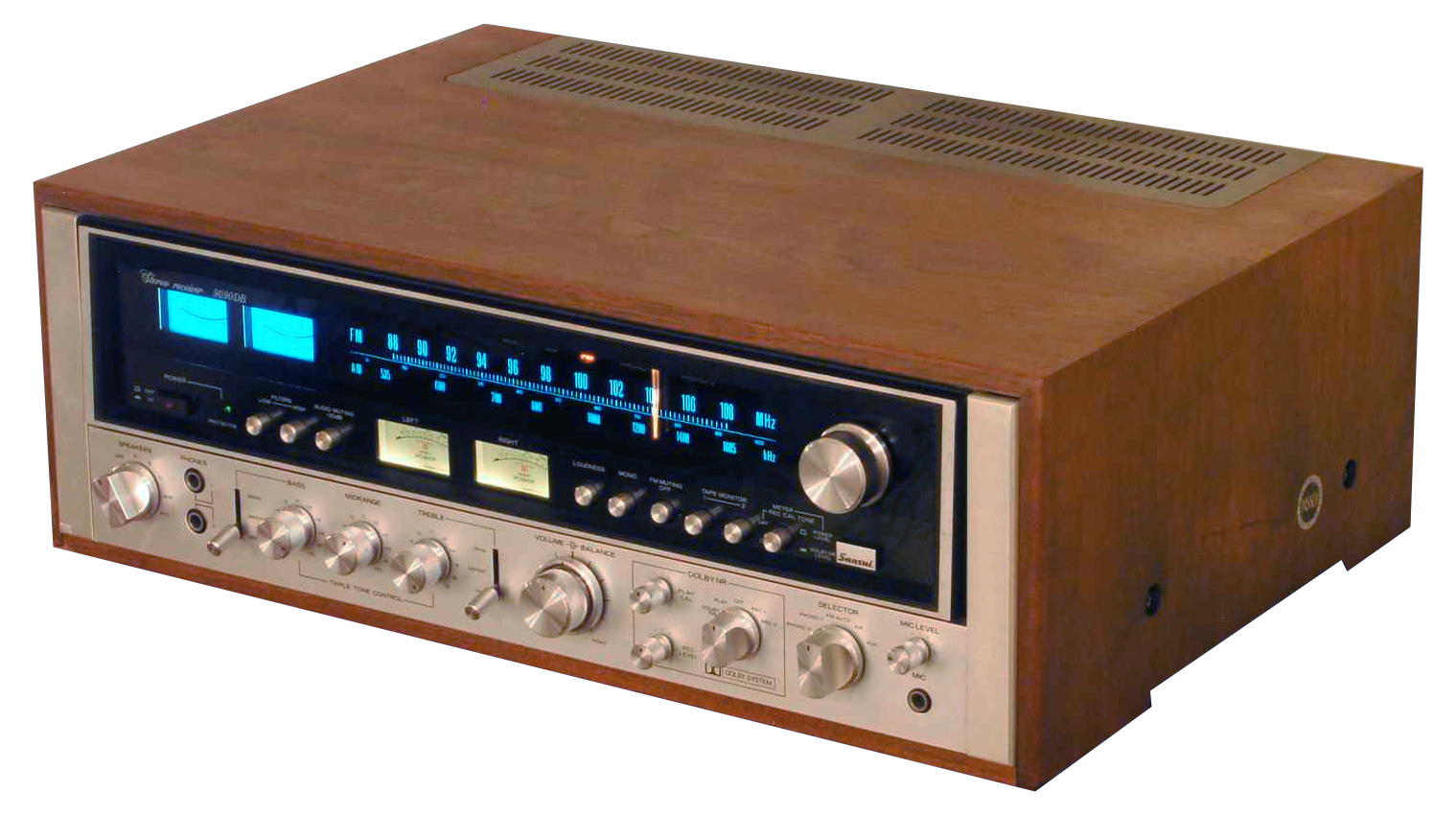
Sansui 9090DB receiver (förstärkare kombinerad med radiodel)

Sansui var en japansk tillverkare av hemelektronik. Anses  vara en av 70- och 80-talens förnämsta tillverkare av hemelektronik, särskilt förstärkare och FM-mottagre. Märket dog ut i början av 1990-talet, då intresset för påkostad hemelektronik tillfälligt avtog och den japanska yenens höga kurs gjorde deras produkter mycket dyra på exportmarknaden.
Sansui uppfann QS, ett symmetriskt 4-kanalsystem som anses vara det bästa matrissystemet med den patenterade Vario Matrix kretsen. 20dB separation eller högre mellan vänster/höger - fram/bak kanal och 30dB diagonalt kunde erhållas. Stor 4-kanaleffekt kunde också erhållas från ordinära 2-kanal källor och hit hör även radiomottagning i stereo. 
Idag finns ett stort intresse för Sansuis produkter bland hifi-entusiaster och samlare av äldre hemelektronik.
Flera forum för Sansui förekommer på internet.